# Catedral de l'Esperit Sant (Istanbul)
La Catedral de l'Esperit Sant (turc: Saint-Esprit Kilisesi) està situada a l'avinguda Cumhuriyet, al barri de Pangaltı del districte de Şişli, entre la plaça de Taksim i Nisantasi, és una catedral de l'Església Catòlica Romana de ritu llatí i una de les principals esglésies catòliques d'Istanbul, Turquia.
És la segona major església catòlica de la ciutat després de la Basílica de Sant Antoni de Pàdua a l'avinguda Istiklal, a Beyoglu.
L'església va ser construïda en l'estil barroc el 1846 sota la direcció de l'arquitecte suís-italià Giuseppe Fossati i el seu col·lega Julien Hillereau.
L'Església ha estat un destí de diverses visites papals a Turquia, incloses els dels Papes Pau VI, el papa Joan Pau II i el Papa Benet XVI.
Una estàtua del Papa Benet XV es troba al pati de la catedral.
No s'ha de confondre amb les altres dues catedrals catòliques en aquesta mateixa localitat, la Catedral de Santa Maria de Sakızağaç que segueix el ritu armeni i la Catedral de la Santíssima Trinitat de ritu bizantí.

## Referències

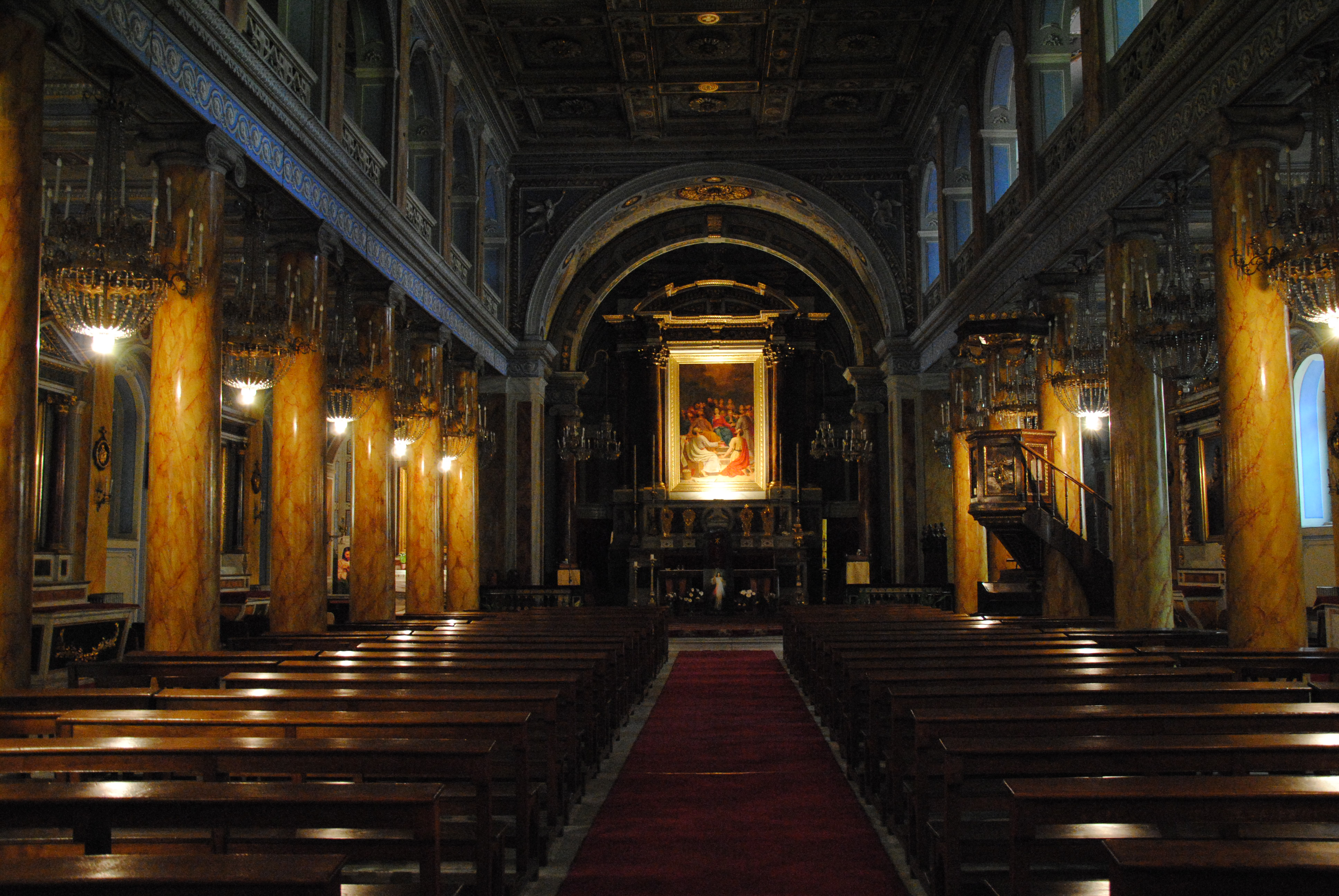
Interior de la catedral